# Onderwijsboulevard
De Onderwijsboulevard is een straat in 's-Hertogenbosch. De straat heette vroeger Sportlaan, omdat er veel gesport werd. Voetbalclub RKVV Wilhelmina had hier haar sportpark voordat de vereniging naar de Maaspoort verhuisde. Omdat er aan de straat veel scholen en onderwijsinstellingen staan, is de naam veranderd in Onderwijsboulevard. De straat is op loopafstand van Station 's-Hertogenbosch gelegen in het Paleiskwartier.
Scholen aan de straat :
- Helicon
- Duhamel college
- Koning Willem I College
- Akademie voor Kunst en Vormgeving St. Joost (Onderdeel van Avans)
- Stoas Hogeschool
- HAS green academy
- Avans Hogeschool

Ook is er aan de Onderwijsboulevard een studentenflat gevestigd die onderdak biedt aan 256 studenten.

## Fotogalerij

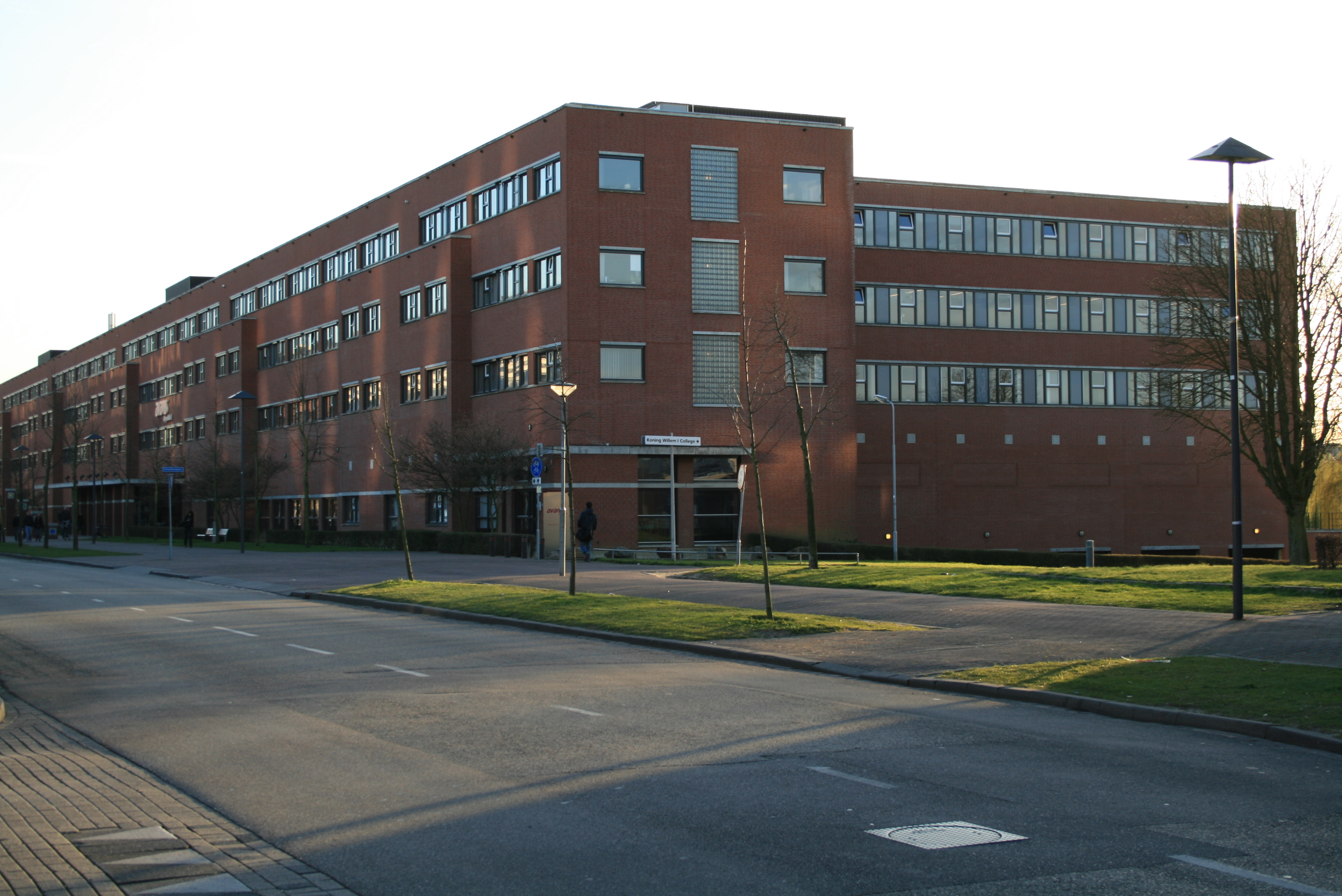
Avans Hogeschool
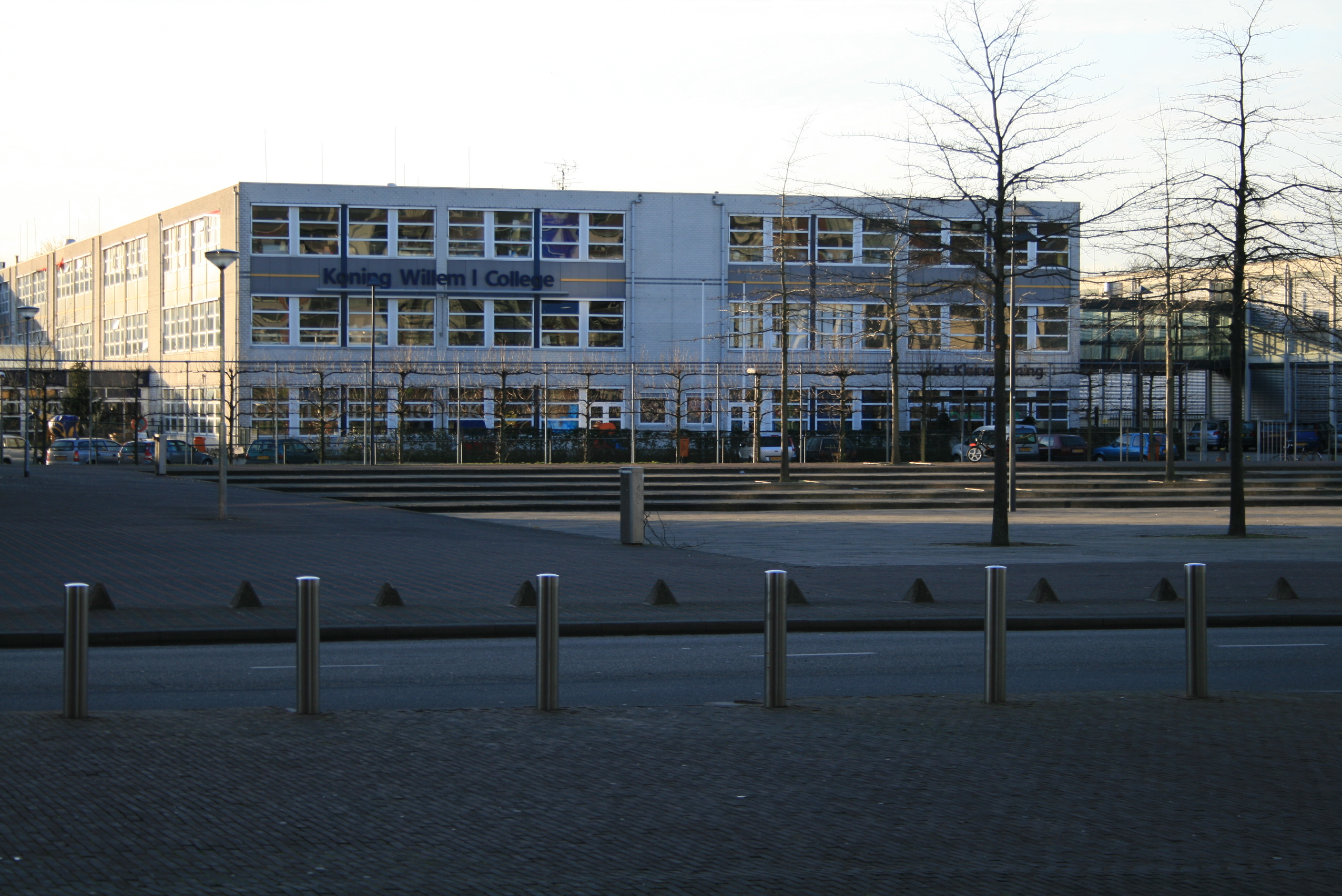
Koning Willem I College
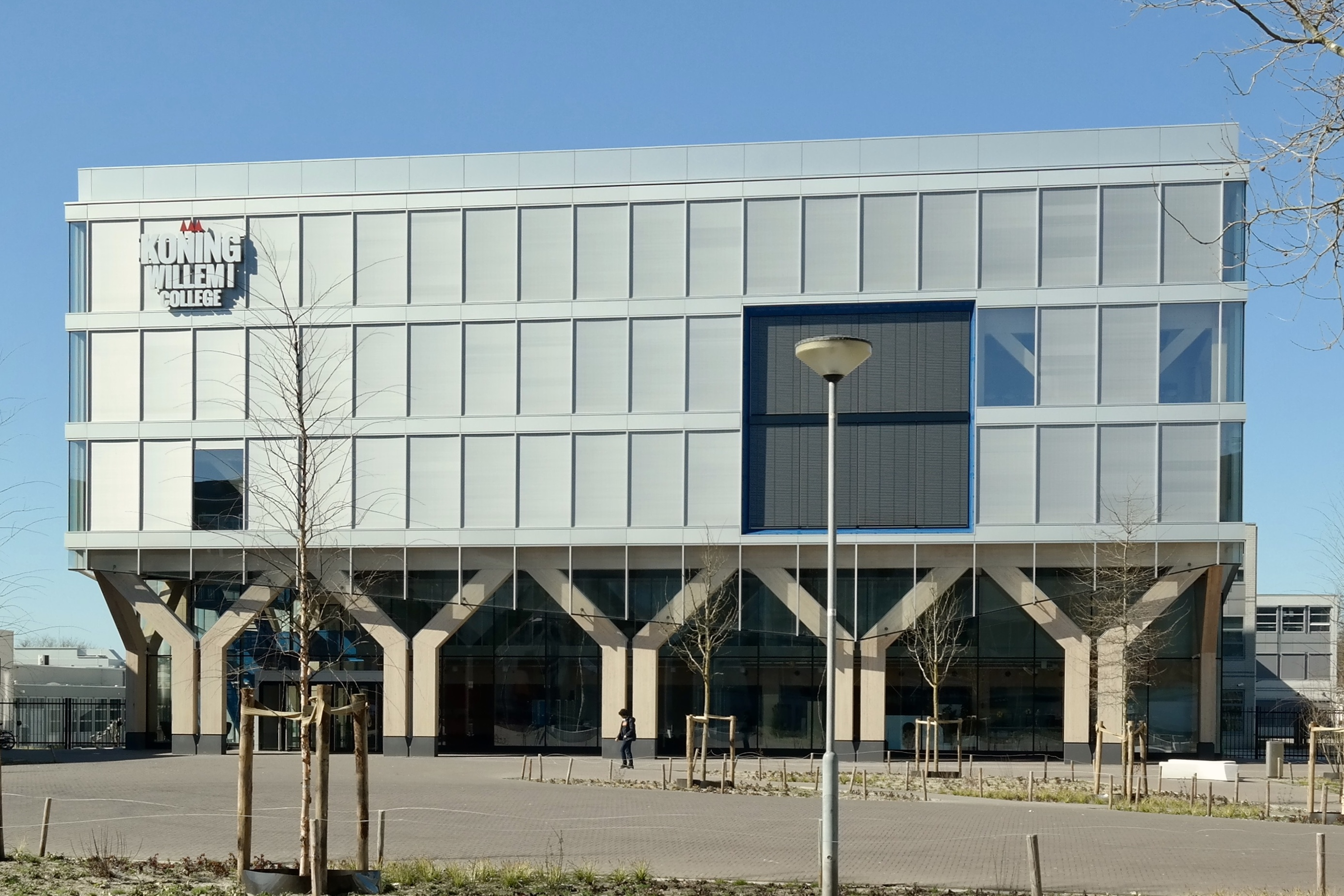
Nieuw entreegebouw Koning Willem I College in 2022
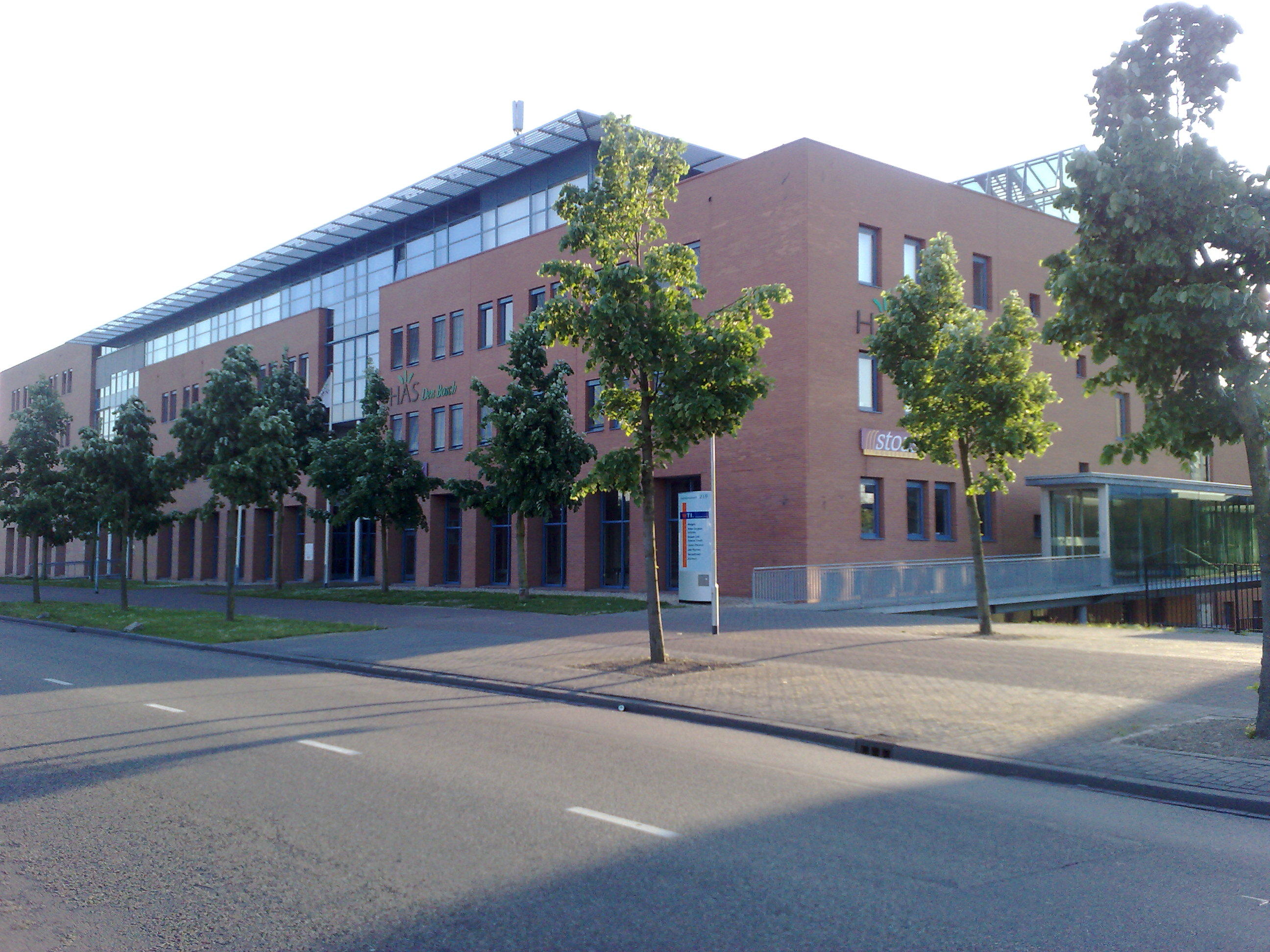
HAS Den Bosch en Stoas Hogeschool